# Lucky Blue
Lucky Blue je švédský krátkometrážní film z roku 2007, který režíroval Håkon Liu podle vlastního scénáře. Film líčí počínající vztah mezi dvěma mladíky v letním kempu. Snímek byl v ČR uveden v roce 2008 na filmovém festivalu Mezipatra.

## Děj
Olle pracuje jako údržbář přes léto v otcově kempu. Jako každý rok sem na týden přijíždí Barbro se svou hudební aparaturou na karaoke. Spolu s ní přijede i její synovec Kevin. Olle a Kevin se rozpačitě seznamují. Kevin jednoho večera v opilosti políbí Olleho, ale poté je odtažitý a Olleho rozhodnutí, že chce také zpívat karaoke, nebere vážně. Otec je překvapen, že chce Olle veřejně zpívat. Olle se nakonec rozhodne pro píseň „Words (Don't Come Easy)”. Kevin mu zpěv pochválí a sdělí mu, neodjede s tetou, ale zůstane přes léto v kempu.

## Obsazení
| Tobias Bengtsson | Olle                  |
| Tom Lofterud     | Kevin                 |
| Britta Andersson | Barbro, Kevinova teta |
| Johan Friberg    | Kjelle, Ollův otec    |
| Michaela Berner  | Amanda                |

## O filmu
Natáčení proběhlo u města Uddevalla. Premiéra se konala 24. ledna 2007 ve Švédském filmovém institutu ve Stockholmu a téhož měsíce byl uveden na filmovém festivalu v Göteborgu.
Film vyhrál cenu Stora novellfilmspriset a byl nominován na cenu Zlatohlávek v kategorii nejlepší krátký film.